# Fjodor Grigorjevič Gogel
Fjodor Grigorjevič Gogel (rusko Фёдор Григорьевич Гогель), ruski general francoskega rodu, * 1775, † 1827.
Bil je eden izmed pomembnejših generalov, ki so se borili med Napoleonovo invazijo na Rusijo; posledično je bil njegov portret dodan v Vojaško galerijo Zimskega dvorca.

## Življenje
Leta 1785 je vstopil med gardiste, a je vojaško vzgojo prejel v Franciji. Leta 1792 je bil povišan v stotnika in 24. novembra 1800 še v polkovnika. 2. oktobra istega leta pa je postal poveljnik Moskovskega garnizijskega polka in 1. februarja 1804 je postal poveljnik 20. lovskega polka.
25. aprila 1804 je prevzel položaj poveljnika 5. lovskega polka in 6. decembra 1804 je postal šef tega polka. Udeležil se je vojne tretje in četrte koalicije ter patriotske vojne. Na začetku slednje je bil poveljnik 3. brigade 26. pehotne divizije; za zasluge je bil 21. novembra 1812 povišan v generalmajorja. 
9. aprila 1816 je postal poveljnik 26. pehotne divizije, 22. julija 1817 poveljnik 28. pehotne divizije, nato pa še 25. pehotne divizije. V generalporočnika je bil povišan 12. decembra 1824.